# 玉门镇
玉门镇，是中华人民共和国甘肃省酒泉市玉门市下辖的一个乡镇级行政单位。

## 行政区划
玉门镇下辖以下地区：
南门村、东渠村和代家滩村。

## 特产
玉门酒花：中国地理标志产品。